# Лека Захарія
Лека Захарія (пом. 1444) — албанський феодал з роду Захарії, правитель Саті і Даньо. Єдиний син і наступник Коджі Захарії.

## Біографія
Після смерті свого батька Коджі Лека Захарія успадкував його володіння (замки Саті і Даньо). У 1444 році Лека Захарія став одним із засновників Лежської ліги, створеної албанськими князями для протидії агресії з боку Османської імперії.
За свідченням історика Маріна Барлеті, між Лекою Захарія і Лекою Дукаджині в 1445 році під час церемонії укладання шлюбу Мамікі Кастріоті (сестри Скандербега) і Музакі Топіа стався конфлікт. У феодалів виникла суперечка через Ірену Душмані, спадкоємицу роду Душмані. Згодом Ірена стала дружиною Лека Захарії. На одному зі свят, де зібрались усі члени Ліги, сталося криваве зіткнення між обома сторонами, в результаті якого Лека Дукаджині був тяжко поранений. Його врятував італієць Врана Конті, один із кращих воєначальників Скандербега.
У 1447 році Лека Захарія був убитий у своєму замку Даньо. У його вбивстві був звинувачений його ворог Лека Дукаджині.
Венеційські документи повідомляють, що це вбивство сталося у 1444 році. Згідно венеційському хроністу Стефано Магно, вбивцею Лека Захарії був його васал Микола Дукаджині, який вбив його в бою. Стефано Магно також заявляв, що перед своєю смертю Лека Захарія висловив побажання, щоб його володіння відійшли до Венеційської республіки.
Лека Захарія помер, не залишивши спадкоємців. Його столиця — замок Даньо повинен був перейти під контроль Лежської ліги, на чолі якої стояв Скандербег. Але мати Лека Боза здала Даньо венеційцям. Захоплення Даньо стало приводом для початку Албано-венеційської війни, яка тривала два роки. Зрештою, замок Даньо залишився під контролем венеційців, які стали платити щорічну данину Скандербегу.